# Kosmogonia
Kosmogonia, z gr. κόσμος, kósmos (wszechświat, także ład, porządek) oraz gónos (pochodzenie) – całość wyobrażeń o pochodzeniu świata dla danej religii lub systemu filozoficznego oraz dział astronomii, który zajmuje się genezą i ewolucją ciał niebieskich, przeważnie tych z Układu Słonecznego.

## Kosmogonia w Biblii
Zgodnie z Księgą Rodzaju Bóg stworzył wszechświat (niebo i ziemię). Akty stwórcze powtarzały się przez 6 dni. Po roślinach i zwierzętach – szóstego dnia – została stworzona pierwsza para ludzi – Adam i Ewa. Siódmego dnia Bóg odpoczął po swym dziele, dając przykład odpoczynku szabatowego. Adam i Ewa zostali umieszczeni przez Boga w ogrodzie Eden. Zostali obdarzeni nieśmiertelnością i mieli ją zachować, jeśli tylko nie zjedzą owocu z drzewa poznania dobra i zła. Jednak wąż (utożsamiany w tradycji żydowskiej i chrześcijańskiej z Szatanem) skusił pierwszych ludzi do tego grzechu, przez co stracili nieśmiertelność oraz stali się podatni na wszelkiego typu choroby i cierpienia.

### Data biblijnego stworzenia świata
Datę stworzenia Świata próbowali ustalić zarówno żydzi, jak i chrześcijanie.
Z obliczeń chrześcijańskich i żydowskich badaczy Biblii wynikało, że Ziemia została stworzona około 4000 r. p.n.e., przy czym podawano różne daty.
Według zgodnych obliczeń żydowskich autorytetów religijnych wydarzenie to nastąpiło w 3761 r. p.n.e. (od tej daty liczą się lata w kalendarzu żydowskim), natomiast chrześcijańscy uczeni nie byli w tej materii jednomyślni i podawali rozmaite daty tego wydarzenia. Jedną z popularniejszych wersji był rok np. 4004 r. p.n.e., ustalony przez anglikańskiego arcybiskupa Jamesa Usshera; inną, wcześniejszą i jakoby dokładniejszą datą jest rok 4173 r. p.n.e.
Dużo wcześniejszą datę stworzenia Świata przyjmowali Bizantyjczycy (a w ślad za nimi m.in. Rusini) – według nich był to rok 5509 r. p.n.e., który stał się datą początkową rachuby lat w kalendarzu bizantyjskim.
Wyznający własną wersję judaizmu Samarytanie za datę stworzenia Świata przyjmują rok 4439 p.n.e.

## Kosmogonia wshintō
Z chaosu, porównywanego do nieskonsolidowanej, zmiennej, płynnej substancji, zaczęła wyłaniać się materia nieożywiona, nieukształtowana w taki sposób, żeby człowiek mógł nazwać ją jakimkolwiek znanym sobie pojęciem, która jednocześnie nie oddziaływała na otoczenie. Nic nie miało własnej nazwy i nic nie miało kształtów. Następnie elementy zdolne do wznoszenia się zaczęły kierować się ku górze tworząc niebo, a elementy zdolne do podlegania pozostały niżej tworząc ziemię.